# Algatocín
Algatocín er en by og kommune i det sydlige Spanien i provinsen Málaga. Den har et indbyggertal på 834 (2024) indbyggere.